# بيت الحنظلى (بني مطر)

تعديل مصدري - تعديل

بيت الحنظلى هي إحدى قرى عزلة بني قيس بمديرية بني مطر التابعة لمحافظة صنعاء، بلغ تعداد سكانها 389 نسمة حسب تعداد اليمن لعام 2004.